# لیگ برتر فوتبال استونی ۱۹۹۸
لیگ برتر فوتبال استونی ۱۹۹۸ (انگلیسی: 1998 Meistriliiga) هشتمین فصل لیگ برتر فوتبال استونی است که با قهرمانی باشگاه فوتبال فلورا تالین به پایان رسیده‌است.

## جدول لیگ
| رتبه | تیم                              | بازی | برد | مساوی | باخت | گل زده | گل خورده | گل تفاضل | امتیاز | صعود یا سقوط                                 |
| ---- | -------------------------------- | ---- | --- | ----- | ---- | ------ | -------- | -------- | ------ | -------------------------------------------- |
| ۱    | باشگاه فوتبال فلورا تالین (C)    | ۱۴   | ۱۱  | ۲     | ۱    | ۴۶     | ۱۴       | ۳۲+      | ۳۵     | صعود به مرحله اول انتخابی لیگ قهرمانان اروپا |
| ۲    | باشگاه فوتبال تالین سادام        | ۱۴   | ۱۱  | ۱     | ۲    | ۴۸     | ۱۰       | ۳۸+      | ۳۴     | صعود به مرحله انتخابی جام یوفا               |
| ۳    | باشگاه فوتبال لانتانا تالین      | ۱۴   | ۷   | ۴     | ۳    | ۲۷     | ۲۰       | ۷+       | ۲۵     | صعود به مرحله انتخابی جام یوفا               |
| ۴    | باشگاه فوتبال ناروا ترانس        | ۱۴   | ۶   | ۵     | ۳    | ۲۸     | ۲۰       | ۸+       | ۲۳     | صعود به جام اینترتوتو ۱۹۹۹                   |
| ۵    | باشگاه فوتبال ویلیاندی تولویک    | ۱۴   | ۵   | ۳     | ۶    | ۱۵     | ۲۵       | ۱۰−      | ۱۸     | صعود به مرحله انتخابی جام یوفا               |
| ۶    | باشگاه فوتبال تی‌وی‌ام‌کی           | ۱۴   | ۳   | ۴     | ۷    | ۱۵     | ۲۷       | ۱۲−      | ۱۳     |                                              |
| ۷    | باشگاه فوتبال استی پولوکیوی یووی | ۱۴   | ۲   | ۰     | ۱۲   | ۱۰     | ۴۴       | ۳۴−      | ۶      | پلی‌آف سقوط                                   |
| ۸    | Lelle                            | ۱۴   | ۰   | ۳     | ۱۱   | ۱۰     | ۳۹       | ۲۹−      | ۳      | سقوط به لیگ دسته اول فوتبال استونی           |

1. ↑  Lelle kept their place in the Meistriliiga as after the season's end باشگاه فوتبال تالین سادام and FC Levadia Maardu merged, with the first team playing as FC Levadia Maardu in the Meistriliiga 1999 and, the second team as FC Maardu in the Esiliiga 1999.

## پلی‌آف سقوط
| Vigri | ۰ – ۲ | باشگاه فوتبال استی پولوکیوی یووی |
| ----- | ----- | -------------------------------- |
|       |       |                                  |

| باشگاه فوتبال استی پولوکیوی یووی | ۰ – ۰ | Vigri |
| -------------------------------- | ----- | ----- |
|                                  |       |       |